# Hyperplasi
Hyperplasi (av grekiskans plassein, forma) är vävnadsökning av ett organ (organomegali). Innebär en ökning av cellantalet i en vävnad på grund av cellnybildning, exempelvis prostatahyperplasi. När celler istället ökar i storlek kallas det hypertrofi.
Hyperplasier tillhör i många fall normalfysiologin. Exempelvis är den ökade blodkroppsmängden vid höghöjdsträning en hyperplasi. Efter partiell leverincision kan organet regenereras hyperplastiskt, liksom den kvarvarande njuren efter en ensidig nefrektomi. Vid graviditet får sen hyperplasi av bröstkörtlarna. 
Ett annat exempel på patologisk hyperplasi är psoriasis där en kronisk inflammation i huden ger ett tjockare hudskikt som lätt brister och flagnar (se vidare hyperkeratos).